# میدان کاشاقان
میدان کاشاقان (به انگلیسی: Kashagan Field) از میادین نفتی فراساحلی قزاقستان است، که در بخش شمالی حوضه نفتی دریای خزر، در نزدیکی ساحل شهر آتیرائو مستقر می‌باشد.
میدان نفتی کاشاقان در سال ۲۰۰۰ کشف شد و در مخزن خود، با میدان تنگیز مشترک می‌باشد. میزان ذخیره درجای نفت خام این میدان بالغ بر ۳۸ میلیارد بشکه برآورد می‌شود، که در حدود ۱۳ میلیارد بشکه از آن، قابل برداشت است.
میدان کاشاقان متعلق به کنسرسیومی متشکل از شرکت‌های توتال (از فرانسه)، استات اویل (از نروژ)، اکسان‌موبیل (از ایالات متحده آمریکا)، شرکت ملی نفت چین (از چین)، اینپکس (از ژاپن)، رویال داچ شل (از هلند و بریتانیا) و کزمونای‌گس (از قزاقستان) می‌باشد.